# Brigitte Goebel
Brigitte Goebel (* 2. August 1948) ist eine deutsche Schauspielerin, Hörspielsprecherin und Autorin.

## Leben und Wirken
Brigitte Goebel erhielt ihre Ausbildung am Max Reinhardt Seminar in Wien. In der Folge hatte sie Bühnenengagements unter anderem in Berlin, Augsburg, Bern, Essen, Darmstadt, Mainz und Düsseldorf. Ihr Rollenspektrum reichte von klassischen Werken wie Sophokles’ Elektra, Shakespeares Macbeth und Schillers Maria Stuart über das zeitgenössische Drama bis zu Komödie und Musical. Fernsehauftritte hatte sie in Serien wie Kurklinik Rosenau und Diese Drombuschs. Seit 1969 war sie an über 50 Hörspielproduktionen deutscher Rundfunkanstalten beteiligt und hat an der Erstellung verschiedener Hörbücher mitgewirkt.

## Filmografie (Auswahl)
- 1969: Der Sturm (Fernsehfilm)
- 1971: Das Ding an sich – und wie man es dreht (Fernsehfilm)
- 1971: Seine Majestät Gustav Krause (Fernsehfilm)
- 1972: Hochzeitsnacht-Report
- 1982–1989: Vorsicht Falle! (Fernsehserie, 6 Folgen)
- 1987: Diese Drombuschs (Fernsehserie, 4 Folgen)
- 1989: Ein Fall für zwei (Fernsehserie, 1 Folge)
- 1995: Schwarz greift ein (Fernsehserie, 1 Folge)
- 1996–1997: Kurklinik Rosenau (Fernsehserie, 3 Folgen)
- 1997: Tatort: Das Totenspiel (Fernsehreihe)
- 1997: Stadtklinik (Fernsehserie, 1 Folge)
- 1998: Alarm für Cobra 11 – Die Autobahnpolizei (Fernsehserie, 1 Folge)
- 1999: SK Kölsch (Fernsehserie, 1 Folge)
- 2003: Winterzauber – Reise in ein Wunderland (Fernsehfilm)

## Hörspiele (Auswahl)
- 1969: Peter Göbbels: Schöne Bescherung – Regie: Hans Bernd Müller
- 1969: William Congreve: Liebe für Liebe – Regie: Otto Kurth
- 1969: Vojislav Kuzmanovic: Der Nullpunkt – Regie: Günter Braun
- 1984: Petrina Stein: Ein exzellenter Exitus – Regie: Sigurd König
- 1985: Hermann Motschach: Ein superschlaues Ding – Regie: Sigurd König
- 1985: Evelyn Reben: Festgefahren – Regie: Sylvia Molzer
- 1986: Herbert W. Franke: Ferngelenkt – Regie: Ferdinand Ludwig
- 1987: Thomas Morus: Musterstaat Utopia – Regie: Hans-Peter Klausenitzer
- 1988: Reinhard Jahn: Wunderbare Bilder – Regie: Sigurd König
- 1988: Evelyn Reben: Nur ein anderes Wort – Regie: Günther Sauer
- 1989: Wolfgang Schiffer: Gestörtes Leben – Regie: Heidrun Nass
- 1990: Thomas Kirdorf: Queensfield – Regie: Jürgen Dluzniewski
- 1992: Katherine Mansfield: Mr. Peacocks großer Tag – Regie: Sigurd König
- 1995: Christoph Martin: Verbrechen der Landschaft – Regie: Christoph Martin
- 1995: Ulrike Claudi: Auf der anderen Seite – Regie: Marlene Renner
- 1995: Walter Kempowski: Der Krieg geht zu Ende – Regie: Walter Adler
- 1995: Adolf Schröder: Sabines Baum – Regie: Barbara Plensat
- 1996: Agota Kristof: Die Epidemie – Regie: Wolfgang Rindfleisch
- 1997: Jack Houlahan: Der Besucher aus Deutschland – Regie: Annette Jainski
- 1998: Angelika Voigt: Daphne – Regie: Annette Kurth
- 1998: Sibylle Mulot: Liebeserklärungen – Regie: Heidrun Nass
- 1998: Françoise Gerbaulet: Vichy Fiction – Frankreich 1940–44: Victoire – Regie: Jörg Schlüter
- 1999: Frank Corcoran: Quasi una Missa – Regie: Frank Corcoran
- 1999: Wolfgang Stauch: Der Unglücksberg – Regie: Heidrun Nass
- 1999: Paul Auster: Hinter verschlossenen Türen – Regie: Norbert Schaeffer
- 2001: Mary Willis Walker: Lass die Toten ruhn – Regie: Heidrun Nass
- 2002: Paolo Maurensig: Spiegelkanon – Regie: Heinz von Cramer
- 2003: Giovanna Querci Favini: Die Flügel des Wahns – Regie: Jörg Schlüter
- 2004: Andrea Camilleri: Der Kavalier der späten Stunde (2 Teile) – Regie: Leonhard Koppelmann
- 2005: Durs Grünbein: Vom Schnee oder Descartes in Deutschland (2 Teile) – Regie: Hans Drawe
- 2007: Esmé Bromhead: Die Flohwalzerbörse – Regie: Andrea Getto
- 2009: Peter Pannke: Das Mali meiner Träume – Regie: Peter Pannke
- 2011: John Gradwell: Auf die Sekunde – Regie: Annette Kurth